# 리자 판 데르 모스트
리자 판 데르 모스트(네덜란드어: Liza van der Most, 1993년 10월 8일 ~ )는 네덜란드의 콜롬비아 출신 여자 축구 선수이다. 포지션은 수비수이며, 현재 네덜란드 에레디비시 프라우언의 AFC 아약스 프라우언 소속으로 뛰고 있다.

## 클럽 경력
어린 시절부터 축구 선수로 활동했고 VV 파펜드레흐트 청소년 클럽에서 선수 생활을 시작했다. 11세 시절에 SteDoCo 청소년 클럽에 입단했고 2008년 9월에는 네덜란드 왕립 축구 협회에서 운영하던 KNVB 탤런트 팀(KNVB Talent Team)에 입단했다. 2012년 7월에 아약스에 입단하면서 에레디비시 프라우언 무대에 데뷔했다.

## 국가대표 경력
2014년 8월 20일에 열린 브라질과의 경기에 처음 출전하면서 네덜란드 여자 축구 국가대표팀 선수로 데뷔했으며 2차례의 FIFA 여자 월드컵(2015년, 2019년), 1차례의 UEFA 유럽 여자 축구 선수권 대회(2017년)에 참가했다.

## 사생활
리자 판 데르 모스트는 콜롬비아 출신이며 그가 7개월이 되던 시절에 자위트홀란트주 파펜드레흐트에 거주하던 가족에 입양되었다.

## 수상

### 클럽
아약스
- 에레디비시 프라우언 1회 우승 (2016-17)
- 여자 KNVB컵 2회 우승 (2013-14, 2016-17)

### 국가대표
- UEFA 여자 유로 2017 우승
- 2018년 알가르브컵 우승
- 2019년 FIFA 여자 월드컵 준우승